# Din cîntecele Mariei Tănase II

Din cîntecele Mariei Tănase II este un album al cântăreaței de muzică populară Maria Tănase. Acompaniaza: Orchestra De Muzică Populară A Radioteleviziunii, Dirijor Victor Predescu (B3), Orchestra Ionel Banu (A2 - A5, A7, B2, B4, B5) , Orchestra Nicușor Predescu (B1), Orchestra Victor Predescu (A1, A6). Note: Harry Brauner.

## Detalii ale albumului
- Gen: Folklore, World, & Country
- Limba: Romana
- Format: Vinyl, LP, Mono, Reissue
- Inregistrat: Studio
- Casa de discuri: Electrecord
- Catalog #: EPE 0193
- Data lansarii albumului:

## Lista pieselor
- 01 - A1 - Butelcuța Mea
- 02 - A2 - Frică Mi-e Că Mor Ca Mîine
- 03 - A3 - Mi-am Pus Busuioc În Păr (Ion Vasilescu)
- 04 - A4 -  Mîine Toți Recruții Pleacă
- 05 - A5 - Mărioară
- 06 - A6 - Colo-n Vale-n Grădiniță
- 07 - A7 - Am Iubit Și-am Să Iubesc
- 08 - B1 - Uhăi, Bade
- 09 - B2 - Aguridă
- 10 - B3 - Marie Și Mărioră
- 11 - B4 - Hai Iu, Iu
- 12 - B5 - Se Teme Ion Că Moare
- 13 - B6 - Tulnicul